# Frederick Landis

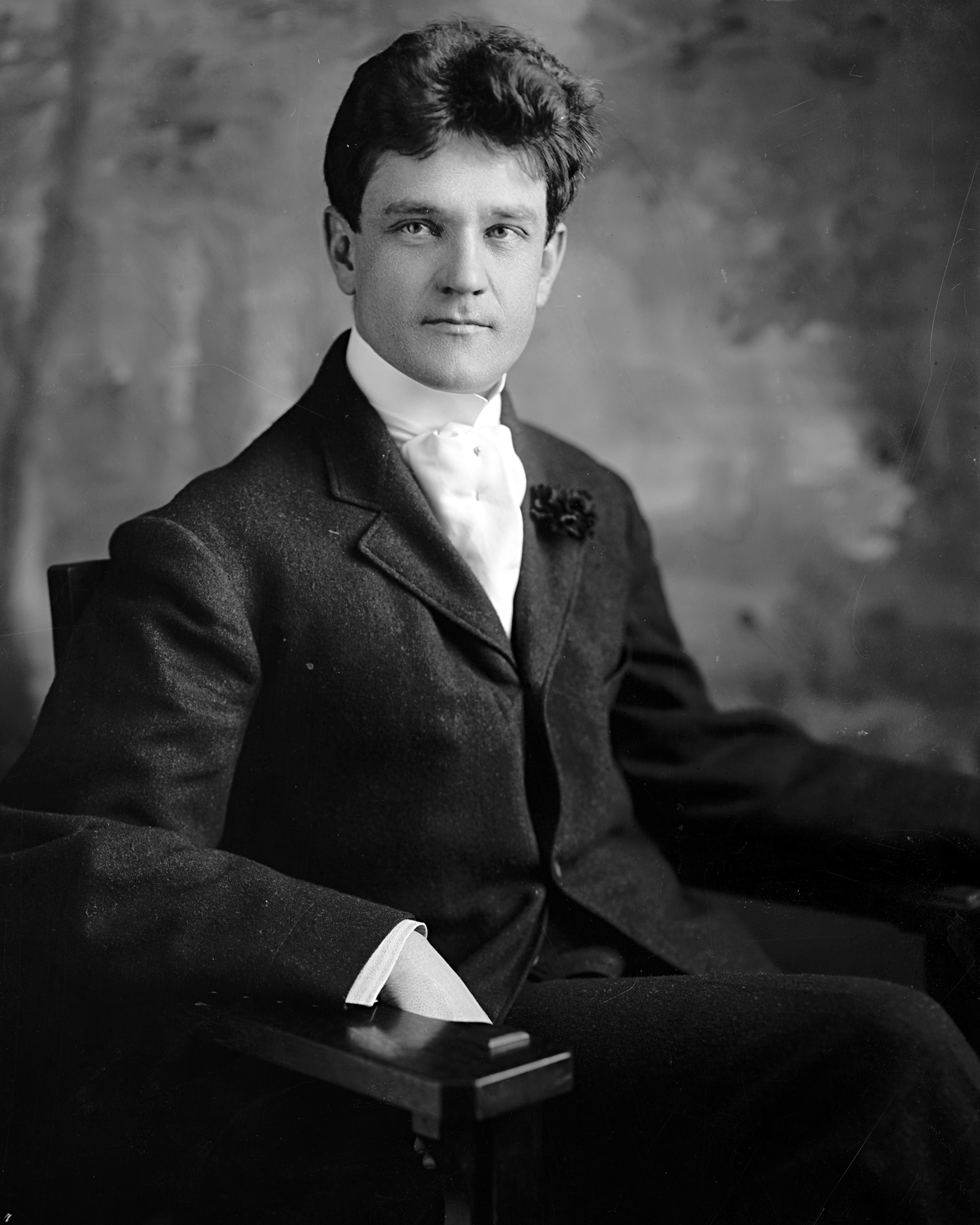
Frederick Landis

Frederick Landis (* 18. August 1872 in Seven Mile, Butler County, Ohio; † 15. November 1934 in Logansport, Indiana) war ein US-amerikanischer Politiker. Zwischen 1903 und 1907 vertrat er den Bundesstaat Indiana im US-Repräsentantenhaus.

## Werdegang
Frederick Landis war der jüngere Bruder des Kongressabgeordneten Charles B. Landis (1858–1922). Bereits im Jahr 1875 kam er mit seinen Eltern nach Logansport in Indiana, wo er die öffentlichen Schulen besuchte. Nach einem anschließenden Jurastudium an der University of Michigan in Ann Arbor und seiner im Jahr 1895 erfolgten Zulassung als Rechtsanwalt begann er in Logansport in diesem Beruf zu arbeiten.
Politisch war Landis Mitglied der Republikanischen Partei. Bei den Kongresswahlen des Jahres 1902 wurde er im elften Wahlbezirk von Indiana in das US-Repräsentantenhaus in Washington, D.C. gewählt, wo er am 4. März 1903 die Nachfolge von George Washington Steele antrat. Nach einer Wiederwahl konnte er bis zum 3. März 1907 zwei Legislaturperioden im Kongress absolvieren. Im Jahr 1906 wurde er nicht wiedergewählt.
Nach seinem Ausscheiden aus dem US-Repräsentantenhaus kehrte Landis nach Logansport zurück, wo er als Autor und Rezitator arbeitete. 1912 war er einer der Gründer der Progressiven Partei in Indiana, deren Bundesparteitag in Chicago er als Delegierter im gleichen Jahr besuchte. Ebenfalls 1912 kandidierte er erfolglos für seine neue Partei als Gouverneur von Indiana. Später kehrte Frederick Landis zu den Republikanern zurück. Im Jahr 1928 scheiterte er innerhalb seiner Partei bei dem Versuch, für die Gouverneurswahlen nominiert zu werden. Bei den Wahlen des Jahres 1934 wurde er erneut in den Kongress gewählt. Er starb aber bereits eine Woche nach der Wahl am 15. November in einem Krankenhaus in Logansport und konnte somit sein Mandat nicht mehr antreten.